# La Aguilera (Cantabria)
La Aguilera es una localidad española del municipio de Las Rozas de Valdearroyo, perteneciente a la comunidad autónoma de Cantabria.

## Geografía
La localidad se encuentra a 872 m s. n. m. y a 3 kilómetros de la capital municipal, Las Rozas.

## Historia
Hacia mediados del siglo XIX, el lugar era referido como perteneciente al municipio de Enmedio. Aparece descrito en el primer volumen del Diccionario geográfico-estadístico-histórico de España y sus posesiones de Ultramar de Pascual Madoz con las siguientes palabras:

AGUILERA (la): l. en la prov. de Santander, part. jud. de Reinosa (1 leg.), dióc. de Burgos y ayunt. de Enmedio, Sit. en una eminencia á la márg. izq. del r. Ebro; es uno de los que componen el conc. y valle de Val de Arroyo (V.).
(Madoz, 1845, p. 155)

En la actualidad, pertenece al municipio de Las Rozas de Valdearroyo. En 2024, la entidad singular de población de La Aguilera tenía empadronados 28 habitantes, todos ellos en el núcleo de población de ese nombre.